# إد كيلي
إد كيلي (بالإنجليزية: Ed Kelly)‏ (24 أكتوبر 1948 بدبلن في جمهورية أيرلندا - ) هو مدرب كرة قدم ولاعب كرة قدم أمريكي في مركز الوسط. شارك مع منتخب الولايات المتحدة لكرة القدم. أما مع النوادي، فقد لعب مع Connecticut Bicentennials ‏ وNew Jersey Americans (soccer) ‏ وRhode Island Oceaneers ‏ ويوتاه غولدن سبايكرز ‏.

## وصلات خارجية
- إد كيلي على موقع قاعدة بيانات كرة القدم.إي يو (الإنجليزية)